# Sexministeriet
Sexministeriet er et program på DR Mama med Emil Thorup som vært. Programmet sendte gennem to sæsoner. Jacob Ege Hinchely havde et indslag i programmet kaldet Jacobs Bolleskole.
I programmerne har Thorup en række skiftende gæster, som svarer på seernes spørgsmål. Blandt gæsterne er Simon Jul Jørgensen, Dan Andersen, Johnny Reimar, Amalie Szigethy, Saseline Sørensen, Orgi-E fra Suspekt, Kesi, Mattias Hundebøll, Julie R. Ølgaard, Kia Liv Fischer, Thorkild Thyrring og Joan Ørting.